# Bóng đá tại Thế vận hội Mùa hè 2008 – Vòng loại Nam khu vực châu Á (Vòng 1)
Vòng thứ nhất của vòng loại môn bóng đá nam Thế vận hội Mùa hè 2008 khu vực châu Á diễn ra từ ngày 7 đến ngày 14 tháng 2 năm 2007.

## Thể thức
Tổng cộng 20 đội tuyển được bốc thăm chia thành 10 cặp đấu, mỗi cặp thi đấu theo thể thức loại trực tiếp hai lượt trận trên sân nhà và sân khách. 10 đội chiến thắng sẽ giành quyền vào vòng 2 cùng với 14 đội xếp hạng cao hơn được miễn thi đấu ở vòng loại này.

## Bốc thăm
Lễ bốc thăm cho vòng loại thứ nhất được tổ chức vào ngày 6 tháng 9 năm 2006 tại trụ sở AFC ở Kuala Lumpur, Malaysia.
Trong số 20 đội tuyển tham dự vòng đầu tiên, 10 đội đã được chọn làm hạt giống trên cơ sở thứ hạng tại vòng loại khu vực và vòng chung kết của giải bóng đá nam Thế vận hội Mùa hè 2004.
Lưu ý: Các đội tuyển in đậm giành quyền lọt vào vòng 2.
| Nhóm hạt giống                                                                                                 | Nhóm không hạt giống |
| --- | --- |
| - Afghanistan - Bangladesh - Indonesia - Jordan - Myanmar - Palestine - Singapore - Thái Lan - Úc - Uzbekistan | - Ấn Độ - Đài Bắc Trung Hoa - Hồng Kông - Kyrgyzstan - Maldives - Pakistan - Tajikistan - Turkmenistan - Việt Nam - Yemen |

## Lịch thi đấu
Lịch thi đấu như sau.
| Lượt đấu | Ngày                |
| -------- | ------------------- |
| Lượt đi  | 7 tháng 2 năm 2007  |
| Lượt về  | 14 tháng 2 năm 2007 |

## Tóm tắt
Các đội thắng tiến vào vòng loại thứ hai.
| Đội 1       | TTS     | Đội 2             | Lượt đi | Lượt về     |
| ----------- | ------- | ----------------- | ------- | ----------- |
| Myanmar     | 2–2 (p) | Ấn Độ             | 1–1     | 1–1 (1–4 p) |
| Afghanistan | 0–2     | Việt Nam          | Hủy1    | 0–2         |
| Úc          | 12–0    | Đài Bắc Trung Hoa | 11–0    | 1–0         |
| Bangladesh  | 1–3     | Hồng Kông         | 0–3     | 1–0         |
| Singapore   | 3–5     | Pakistan          | 1–2     | 2–3         |
| Uzbekistan  | 6–1     | Tajikistan        | 4–1     | 2–0         |
| Palestine   | 2–3     | Yemen             | 1–2     | 1–1         |
| Thái Lan    | 6–1     | Turkmenistan      | 1–0     | 5–1         |
| Indonesia   | 1–0     | Maldives          | 1–0     | 0–0         |
| Jordan      | Hủy     | Kyrgyzstan2       | —       | —           |

^1 Trận lượt đi bị hủy bỏ do Afghanistan gặp khó khăn về tài chính dẫn đến việc không thể sang Việt Nam thi đấu, và lo ngại về an ninh tại Kabul. FIFA đã quyết định thay đổi lịch thi đấu của trận đấu và tổ chức lại trong một lượt trận duy nhất, vào ngày 14 tháng 2 năm 2007.
^2  Kygryztan bỏ cuộc.

## Các trận đấu

### Lượt đi
| Bangladesh | 0–3      | Hồng Kông                                         |
| ---------- | -------- | ------------------------------------------------- |
|            | Chi tiết | Lam Ka Wai 24' · Wu Haopeng 34' · Chan Siu Ki 63' |

| Việt Nam | Hủy | Afghanistan |
| -------- | --- | ----------- |
|          |     |             |

| Indonesia     | 1–0      | Maldives |
| ------------- | -------- | -------- |
| Mulyana 90+3' | Chi tiết |          |

| Singapore | 1–2      | Pakistan               |
| --------- | -------- | ---------------------- |
| Amri 57'  | Chi tiết | Hussain 79' · Shah 87' |

| Turkmenistan | 0–1      | Thái Lan     |
| ------------ | -------- | ------------ |
|              | Chi tiết | Buathong 78' |

| Yemen                 | 2–1      | Palestine |
| --------------------- | -------- | --------- |
| Yasser 11' · Omar 74' | Chi tiết | Obaid 12' |

| Úc | 11–0     | Đài Bắc Trung Hoa |
| --- | -------- | ----------------- |
| Milligan 4' · Burns 10' · Sarkies 45', 63', 84', 89' · Djite 48' · Stanley 62', 78' · Cornthwaite 81' · Vidošić 90' | Chi tiết |                   |

| Uzbekistan                                      | 4–1      | Tajikistan  |
| ----------------------------------------------- | -------- | ----------- |
| Abdullaev 41' · Ismailov 47', 48' · Ahmedov 67' | Chi tiết | Rabimov 52' |

| Myanmar        | 1–1      | Ấn Độ    |
| -------------- | -------- | -------- |
| Kyaw Thiha 83' | Chi tiết | Nabi 38' |

| Jordan | Hủy | Kyrgyzstan |
| ------ | --- | ---------- |
|        |     |            |

Jordan giành quyền vào vòng 2 do Kyrgyzstan bỏ cuộc.

### Lượt về
| Hồng Kông | 0–1      | Bangladesh |
| --------- | -------- | ---------- |
|           | Chi tiết | Ameli 44'  |

Hồng Kông thắng với tổng tý số 3–1.
| Việt Nam                                  | 2–0      | Afghanistan |
| ----------------------------------------- | -------- | ----------- |
| Huỳnh Phúc Hiệp 34' · Nguyễn Vũ Phong 46' | Chi tiết |             |

Việt Nam thắng với tổng tý số 2-0.
| Maldives | 0–0      | Indonesia |
| -------- | -------- | --------- |
|          | Chi tiết |           |

Indonesia thắng với tổng tý số 1–0.
| Pakistan                   | 3–2      | Singapore     |
| -------------------------- | -------- | ------------- |
| Shah 65', 76' · Rasool 89' | Chi tiết | Amri 31', 39' |

Pakistan thắng với tổng tý số 5–3.
| Thái Lan                                                    | 5–1      | Turkmenistan       |
| ----------------------------------------------------------- | -------- | ------------------ |
| Dangda 32' · Winothai 33', 42' · Buathong 60' · Wongdee 72' | Chi tiết | Saiwaeo 47' (l.n.) |

Thái Lan thắng với tổng tý số 6–1.
| Palestine | 1–1      | Yemen      |
| --------- | -------- | ---------- |
| Obaid 90' | Chi tiết | Yasser 80' |

Yemen thắng với tổng tỷ số 3–2 .
| Đài Bắc Trung Hoa | 0–1      | Úc           |
| ----------------- | -------- | ------------ |
|                   | Chi tiết | Milligan 66' |

Úc thắng với tổng tỷ số 12–0.
| Tajikistan | 0–2      | Uzbekistan                   |
| ---------- | -------- | ---------------------------- |
|            | Chi tiết | Ismailov 30' · Bikmaev 90+3' |

Uzbekistan thắng với tổng tý số 6–1.
| Ấn Độ                                                     | 1–1 (s.h.p.) | Myanmar       |
| --------------------------------------------------------- | ------------ | ------------- |
| Singh 40'                                                 | Chi tiết     | Moe Win 90+2' |
| Loạt sút luân lưu                                         |              |               |
| - Sunil Kumar - Debabrata Roy - N. S. Manju - Mạnit Singh | 4–1          | - Kim Myang   |

Tổng tỷ số là 2–2. Ấn Độ thắng ở loạt sút luân lưu.

## Cầu thủ ghi bàn
Đã có 50 bàn thắng ghi được trong 17 trận đấu, trung bình 2.94 bàn thắng mỗi trận đấu.
4 bàn thắng
- Kristian Sarkies

3 bàn thắng
- Farooq Shah
- Khairul Amri
- Anzur Ismailov

2 bàn thắng
- Mark Milligan
- Nikolai Topor-Stanley
- Maen Obaid
- Chakrit Buathong
- Teeratep Winothai
- Mohammed Yasser

1 bàn thắng
- Bruce Djite
- Dario Vidošić
- Nathan Burns
- Robert Cornthwaite
- Md. Jahid Ameli
- Chan Siu Ki
- Lam Ka Wai
- Wu Haopeng
- Manjit Singh
- Syed Rahim Nabi
- Jajang Mulyana
- Kyaw Thiha
- Moe Win
- Mubashar Hussain
- Muhammad Rasool
- Ibragim Rabimov
- Teerasil Dangda
- Warut Wongdee
- Marat Bikmaev
- Odil Ahmedov
- Sadriddin Abdullaev
- Huỳnh Phúc Hiệp
- Nguyễn Vũ Phong
- Awsam Omar

1 bàn phản lưới nhà
- Kiatprawut Saiwaeo (trong trận gặp Turkmenistan)